# Guy Babylon
Guy Babylon (* 20. Dezember 1956 in New Windsor, Maryland; † 2. September 2009 in Los Angeles) war ein US-amerikanischer Komponist und Keyboarder, der für seine Zusammenarbeit mit Elton John bekannt wurde.
Babylon ging zur Francis Scott Key High School und besuchte anschließend die University of South Florida, die er mit dem Bachelor of Fine Arts in Musikkomposition abschloss. Er zog nach Los Angeles. 1988 wurde er Mitglied von Elton Johns Studio- und Tourneeband und wirkte bei der Einspielung des Albums Sleeping with the Past mit. 1990 spielte er außerdem bei der Gruppe Warpipes, einem Seitenprojekt von Davey Johnstone, einem weiteren Mitglied von Elton Johns Band.
Im Jahre 2001 erhielt der Originalsoundtrack des Musicals Aida, an dem er mitgewirkt hatte, einen Grammy Award. Er arbeitete ferner mit Elton John und Bernie Taupin am Musical Lestat. Bis zu seinem Tod lebte er mit seiner Familie in Los Angeles und war Mitglied der sechsköpfigen Tournee- und Aufnahmeband von Elton John. Insgesamt stand er in 1351 Konzerten an der Seite von Elton John auf der Bühne.
Babylon starb – nach jetzigem Stand der Ermittlungen, eine Obduktion steht noch aus – an einem Herzinfarkt beim Schwimmen in einem Schwimmbecken.